# Carachai-Circássia
A República de Carachai-Circássia ou Carachai-Cherquéssia é uma divisão federal da Federação Russa. Foi constituída em 1991 pela elevação à condição de república do óblast de Carachai-Circássia.

## Geografia

### Geografia física

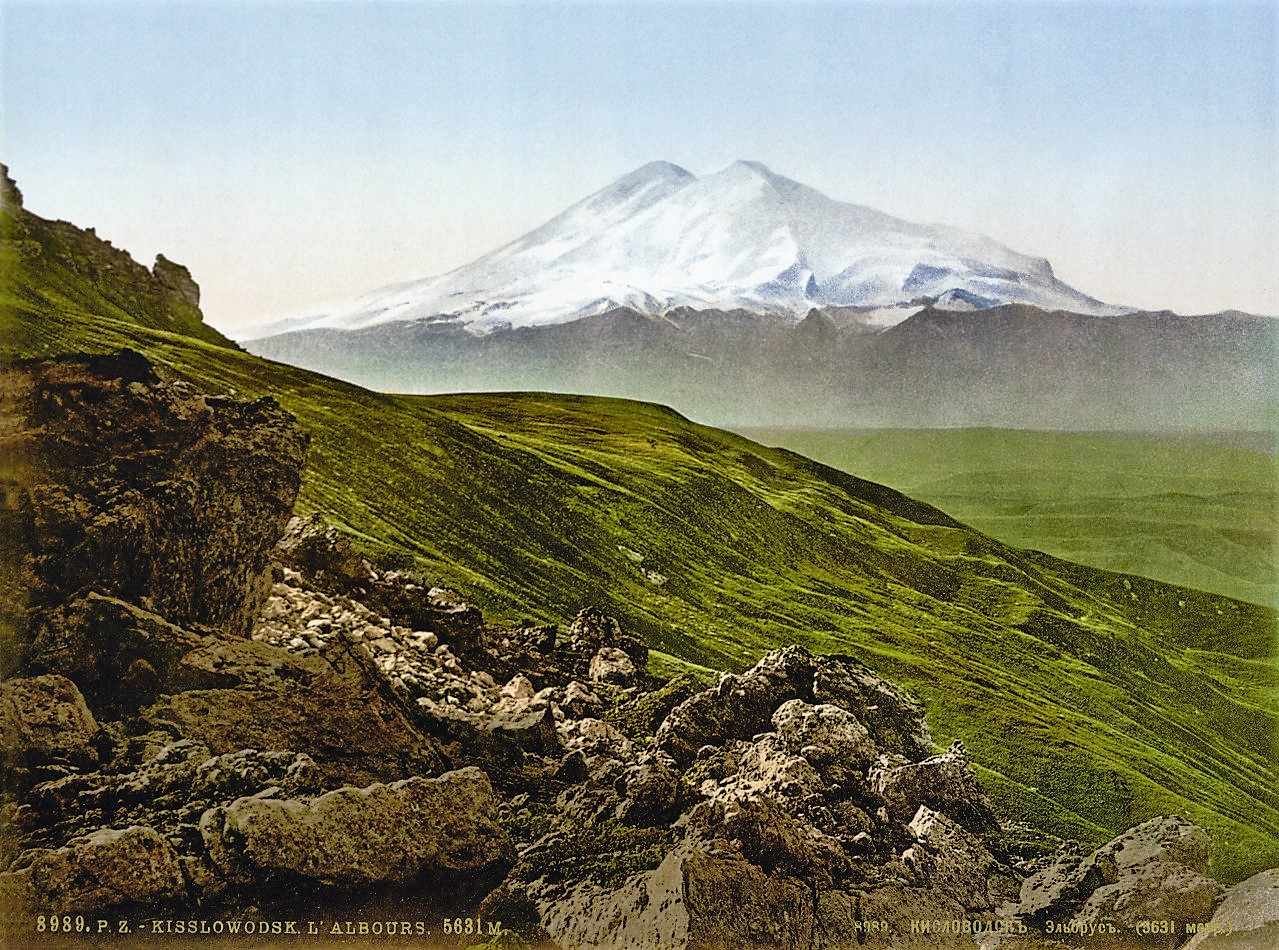
Os picos gémeos do Monte Elbrus

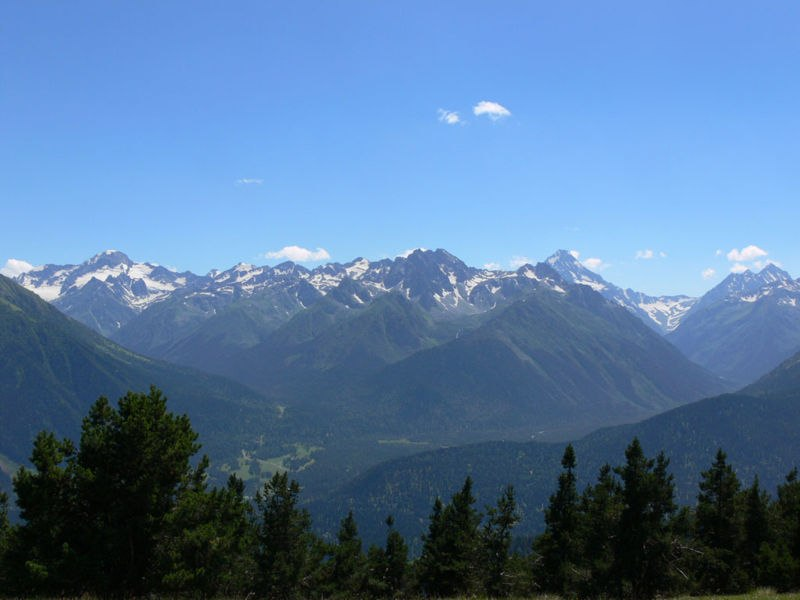
Paisagem montanhosa perto de Arkhyz.

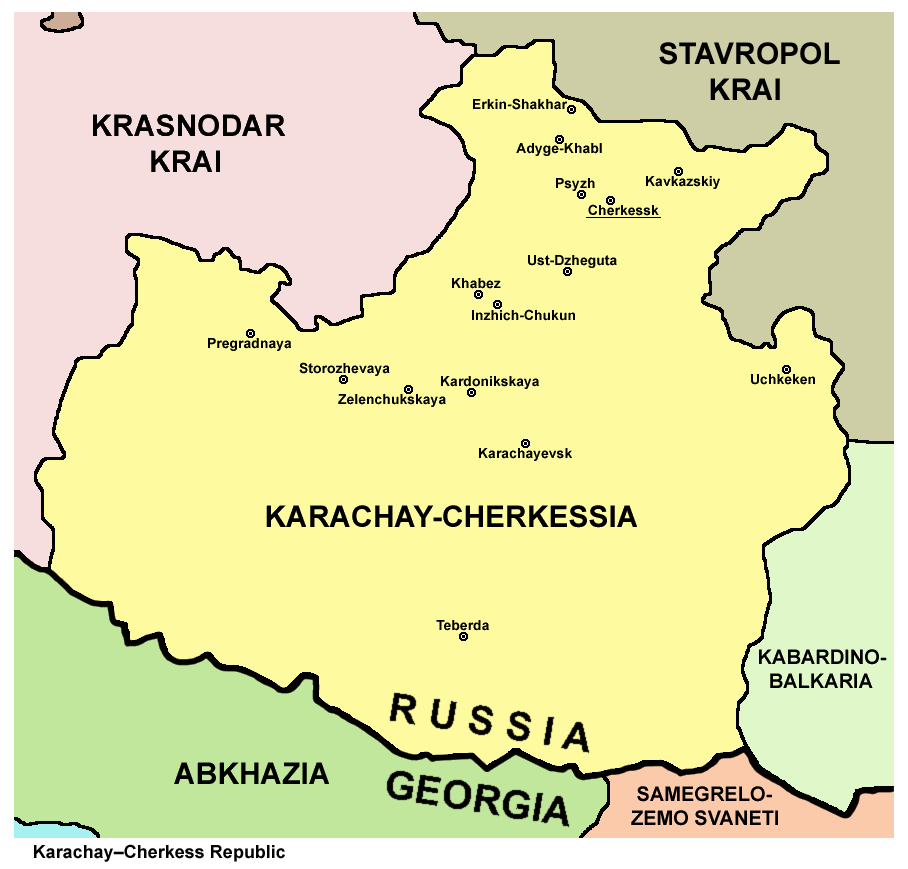

Carachai-Circássia fica situada na Ciscaucásia, na vertente norte da cadeia montanhosa do Cáucaso.
As montanhas ocupam cerca de 80% do território, situado na bacia do rio Kuban, que drena para o Mar de Azov. No extremo sudeste fica situado o Monte Elbrus, com 5642 m – o ponto mais alto da Europa.

### Geografia humana
Carachai-Circássia é uma república multi-étnica habitada maioritariamente por cherquesses e abazas, povos de língua caucasiana, ao norte, e por carachaios, povos de língua altaica do ramo turco, ao sul.
De acordo com o recenseamento de 2002, os carachaios constituem o grupo mais numeroso, com cerca de 39% da população total, seguidos dos russos com 34% e os cherquesses com 11%.
Tanto carachaios como os cherquesses são de tradição muçulmana sunita.